# Moina salina
Moina salina är en kräftdjursart som beskrevs av Daday 1888. Moina salina ingår i släktet Moina och familjen Moinidae. Inga underarter finns listade i Catalogue of Life.